# Evol
Az 1986-os Evol a Sonic Youth harmadik nagylemeze. A borítókép Lung Leget ábrázolja egy, a Submit to Me Richard Kern-filmből vett kockán. Ez az első album az új dobossal, Steve Shelley-vel, aki Bob Bertet váltotta. Szerepel az 1001 lemez, amit hallanod kell, mielőtt meghalsz című könyvben.

## Az album dalai
|     | Cím                          | Szerző(k)   | Szöveg/ének              | Hossz |
| --- | ---------------------------- | ----------- | ------------------------ | ----- |
| 1.  | Tom Violence                 | Sonic Youth | Moore                    | 3:05  |
| 2.  | Shadow of a Doubt            | Sonic Youth | Gordon                   | 3:32  |
| 3.  | Star Power                   | Sonic Youth | Moore/Gordon             | 4:48  |
| 4.  | In the KIngdom #19           | Sonic Youth | Ranaldo                  | 3:24  |
| 5.  | Green Light                  | Sonic Youth | Moore                    | 3:46  |
| 6.  | Death to Our Friends         | Sonic Youth |                          | 3:16  |
| 7.  | Secret Girl                  | Sonic Youth | Gordon                   | 2:54  |
| 8.  | Marilyn Moore                | Sonic Youth | Lydia Lunch, Moore/Moore | 4:04  |
| 9.  | Expressway to Yr. Skull      | Sonic Youth | Moore                    | 7:19  |
| 10. | Bubblegum (bónuszdal a CD-n) | Kim Fowley  | Gordon, Ranaldo          | 2:49  |

## Közreműködők
- Lee Ranaldo – gitár, ének
- Kim Gordon – basszusgitár, gitár, ének
- Thurston Moore – gitár, szintetizátor, ének
- Steve Shelley – dob, programozás
- Mike Watt – basszusgitár az In the Kingdom #19 és Bubblegum dalokon

## Fordítás
Ez a szócikk részben vagy egészben az Evol című angol Wikipédia-szócikk ezen változatának fordításán alapul.  Az eredeti cikk szerkesztőit annak laptörténete sorolja fel. Ez a jelzés csupán a megfogalmazás eredetét és a szerzői jogokat jelzi, nem szolgál a cikkben szereplő információk forrásmegjelöléseként.